# Tagebau Seese-Ost
Der Braunkohletagebau Seese-Ost ist ein ehemaliger Tagebau im Lausitzer Braunkohlerevier in Brandenburg. Er wurde nach dem devastierten Ort Seese benannt. Die ehemaligen Kraftwerke Lübbenau und Vetschau wurden zwischen 1988 und 1996 aus diesem Tagebau mit Rohkohle versorgt.

## Geschichte
Im Bereich des geplanten Tagebaus befand sich das Bodendenkmal Slawenburg Raddusch und daraufhin wurden 1984 Ausgrabungen in diesem Bereich durchgeführt. Der Regelbetrieb mit den beiden Förderbrücken  F34 Nr. 20 und Nr. 25 begannen 1987 und ab 1988 konnte die erste Kohle gefördert werden. Die Wende führte zum allmählichen Herunterfahren der Kraftwerke und damit zur Stilllegung der Tagebaue. Von der geplanten Fördermenge an Kohle wurde aus dem Tagebau Seese-Ost letztendlich nur knapp 38 Prozent ausgekohlt. Die erste Förderbrücke wurde 1992 stillgelegt und 1995 gesprengt. Die komplette Stilllegung des Tagebaus erfolgte 1996 und die letzte Förderbrücke wurde 1997 gesprengt. Der Grundstein für ein Nachbau der Slawenburg Raddusch wurde 1999 gelegt.

## Umgesiedelte Ortschaften
- Bischdorf (3 Gebäude): 1984
- Göritz (3 Gebäude): 1985
- Groß Lübbenau (teilweise): 1986
- Kahnsdorf (Woškalawa): 1986–1987
- Dubrau (Dubrawa): 1988–1989